# Lijst van gebeurtenissen tijdens de Tweede Wereldoorlog: 1945

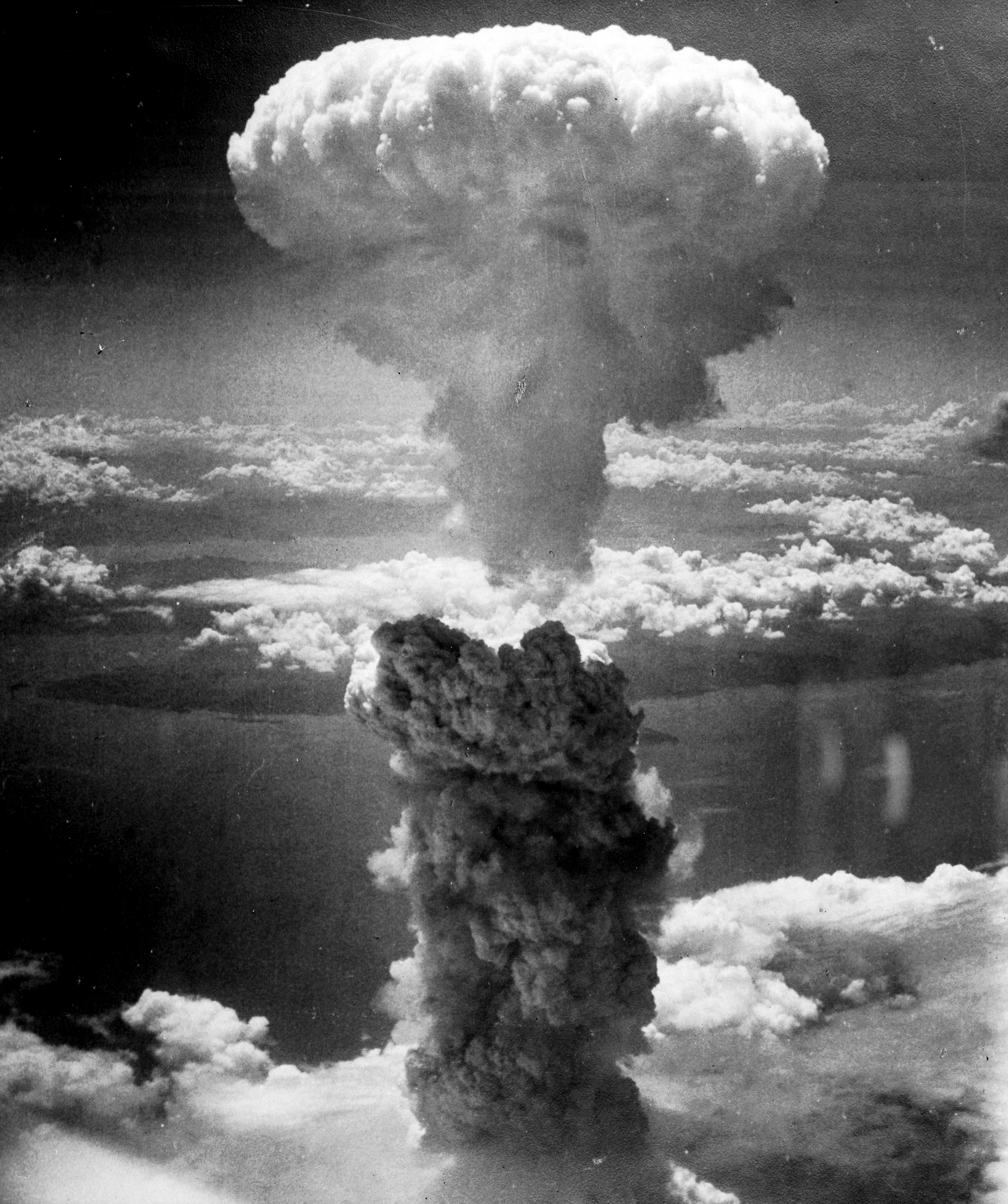
De atoombom op Nagasaki beëindigde de Tweede Wereldoorlog

Dit is een lijst van gebeurtenissen tijdens de Tweede Wereldoorlog tijdens het jaar 1945.
Opmerking: Bij het opzoeken van gebeurtenissen naar datum gebeurt het soms dat verschillende officiële bronnen elkaar qua datum tegenspreken. Vrijwel altijd zijn deze verschillen zeer klein, meestal één dag verschil. De oorzaak hiervan is te vinden in het feit dat bepaalde militaire acties tijdens de nacht starten en nog doorlopen in de vroege uren van de volgende dag. Ook gebeurt het dat een auteur de situatie beschrijft wanneer de actie volledig afgelopen is, met andere woorden de dag na de overgave, de dag na de vredesonderhandeling, enz. Ook zij opgemerkt dat het einde van een militair offensief of campagne niet steeds eenduidig te bepalen is. De bepaling van de datum is afhankelijk van de referentie die door de auteur werd gebruikt. Er is getracht in deze lijst zo veel mogelijk de exacte referentie van de datum aan te duiden via een omschrijving van wat er gebeurd is of bedoeld werd.

## Januari
1 januari
- Operatie Nordwind: De Duitsers lanceren een tegenaanval in de Elzas.
- Begin van Operatie Konrad: De Duitsers vallen aan vanuit Komárno aan richting Bicske in een poging Boedapest te ontzetten.
- De Roemenen en Sovjets breken door de Duitse verdedigingslinies in Pest en dwingen de Duitsers tot een terugtrekking verder naar het centrum van Boedapest.
- Operatie Bodenplatte: Duitse bombardementen op geallieerde luchtbases in België, Noord-Frankrijk en Nederland.
- Bloedbad van Chenogne: Amerikanen vermoorden 80 Duitse krijgsgevangenen.

2 januari
- De Griekse premier Georgios Papandreou treedt af. Nikolaos Plastiras is zijn opvolger.
- Geallieerde acties in Italië worden gepauzeerd tot de lente.

4 januari
- Het Duitse offensief in de Elzas bereikt Wingen-sur-Moder.

6 januari
- De Sovjets voeren een aanval uit op Komárno om Operatie Konrad te verzwakken.
- De Duitsers heroveren Esztergom.
- De geallieerden heroveren Wingen-sur-Moder.

9 januari
- De Amerikanen landen op Luzon rond San Fabian.

12 januari
- Een groot Russisch offensief begint met aanvallen in Zuid-Polen, gericht op Kielce als eerste grote doel.

13 januari
- De Sovjet-Unie lanceert een aanval in Oost-Pruisen.
- De Sovjetaanval in Polen bereikt de Nida langs een breed front.
- De geallieerden heroveren Houffalize.

14 januari
- Begin van massale evacuaties in Limburg.

15 januari
- De Sovjets nemen Kielce in.

16 januari
- Częstochowa valt in Russische handen.
- De Duitse troepen bij de Wisłoka trekken zich terug om Krakau te verdedigen tegen een aanval vanuit het noorden.
- De Duitsers ontruimen Warschau.
- Het Rode Leger neemt Ciechanów in.

17 januari
- Het Rode Leger verovert de overgebleven ruïnes van Warschau.
- De Amerikanen bevrijden Pozorrubio.

18 januari
- Een Duitse tegenaanval begint ten zuiden van Boedapest, rond Székesfehérvár.
- De Amerikanen nemen Binalonan in.

19 januari
- Het Rode Leger, in opmars in heel Polen en Oost-Pruisen, verovert Krakau, Łódź, Mława en Tilsit.
- Ook Košice valt deze dag in Russische handen.

20 januari
- Roermond, Venlo en Tiel worden geëvacueerd.
- Offensief van het Franse Eerste Leger in de Vogezen.
- Wapenstilstand tussen de geallieerden en Hongarije.
- President Franklin Delano Roosevelt aanvaardt zijn vierde ambtstermijn.
- Pest is geheel in Sovjethanden.
- Het Duitse tegenoffensief ten zuiden van Boedapest bereikt de Donau.
- De Sovjets nemen Prešov in.
- De Amerikanen geven de strijd om Hatten op en trekken zich terug zuidwaarts.

21 januari
- Het Rode Leger neemt Inowrocław in.
- De Amerikanen bevrijden Tarlac.

22 januari
- Nabij Oppeln verkrijgt het Sovjetleger het eerste bruggenhoofd ten westen van de Oder.
- De Duitsers heroveren Szekesfehervar.
- In Burma veroveren de Britten Monywa.

23 januari
- Bydgoszcz valt in Sovjet-handen.
- De Amerikanen heroveren Sankt Vith.

24 januari
- Begin van de Slag bij Poznan.

25 januari
- De slag om de Ardennen komt ten einde. De Duitsers zijn weer teruggedreven in de oude stellingen.
- De Duitsers beginnen de evacuatie van Oost-Pruisen.
- Poznan raakt door de oprukkende Russische legers geïsoleerd.

26 januari
- De Sovjets bereiken de Oostzee bij Elbing. Oost-Pruisen is daarmee afgesneden van de rest van het Duitse gebied.
- Einde van Operatie Nordwind, de Duitse aanval in de Elzas.

27 januari
- Sovjet-troepen bevrijden het Duits vernietigingskamp Auschwitz en zien de sporen van de massale moordpartijen die daar hebben plaatsgevonden.
- De Sovjets veroveren Memel en bezetten daarmee het gehele Memelgebied.
- De Duitsers ondernemen vanuit Oost-Pruisen een tegenaanval westwaarts en heroveren Miłakowo, maar worden dan gestopt voor ze Elbing kunnen bereiken en contact met West-Pruisen kunnen herstellen.
- De geallieerden nemen Pinghai in, waarmee de Birmaweg weer volledig in geallieerde handen is, en gebruikt kan worden om contact met China te maken.

29 januari
- Het Rode Leger rukt Pommeren binnen.
- Amerikaanse landing bij San Antonio, Luzon.

30 januari
- Begin van de Conferentie van Malta: Roosevelt en Churchill spreken elkaar voorafgaand aan de Conferentie van Jalta.

31 januari
- Het Sovjet-leger bereikt de Oder rond Frankfurt langs een breed front.
- Amerikaanse landing nabij Nasugbu.

## Februari
1 februari
- Ecuador verklaart Duitsland en Japan de oorlog.

2 februari
- De Fransen bevrijden Colmar.

3 februari
- De Amerikanen bevrijden San Jose.
- Begin van de Slag om Manilla.
- Operatie Thunderclap: Grootschalig bombardement van Berlijn met clusterbommen.

4 februari
- Begin van de Conferentie van Jalta. Churchill, Stalin en Roosevelt bespreken de situatie in Europa na het einde van de Tweede Wereldoorlog.
- België is geheel bevrijd.
- Geallieerde bezetting van de Elzas.

6 februari
- Het Rode Leger vestigt een bruggenhoofd over de Oder.

8 februari
- Start van Operatie Veritable. Het 30e Britse Legerkorps zet vanuit Nijmegen en Groesbeek de aanval op het Reichswald in.
- Paraguay verklaart Duitsland en Japan de oorlog.

9 februari
- De Duitse transportonderzeeboot U-864 wordt voor de Noorse kust ter hoogte van Bergen getorpedeerd. De U-864 was op weg naar Japan met bouwtekeningen van de eerste Duitse straaljager en met 67 ton kwik, bestemd voor ontstekers.
- Twee Franse divisies ontmoeten elkaar bij de (korte tijd later door de Duitsers opgeblazen) Rijnbrug bij Chalampé. Hiermee is de eliminatie van de Zak van Colmar voltooid.
- Door sabotage-acties, uitgevoerd door de Duitsers kort voor ze het gebied verloren, begint de Roerdaldam te overstromen. De vergrote stroomsnelheid en breedte van de rivier de Roer maakt het de Amerikanen onmogelijk deze over te steken.
- De Japanners beginnen een slachting onder de inwoners van Manilla na steun aan de Amerikaanse aanvallers van Filipijnse guerillero's.

11 februari
- De resterende Duitse en pro-Duitse Hongaarse troepen in Boedapest trachten een uitbraak, waarin slechts een klein deel slaagt.
- De geallieerden nemen Kleef in.

12 februari
- Bij Myinmu steken de Britten de Irrawaddy over.
- Peru verklaart Duitsland en Japan de oorlog.

13 februari
- Het Rode Leger heeft alle Duitsers uit Boedapest verdreven.
- Ook bij Nyaungu wordt de Irrawaddy door Britse troepen overgestoken.

14 februari
- Zwaar Bombardement op Dresden. Het centrum van de stad is grotendeels verwoest. Tienduizenden mensen komen om het leven.
- Een deel van de bommen wordt bij vergissing op Praag in plaats van Dresden uitgeworpen.

15 februari
- In een Duitse tegenaanval wordt Pyritz heroverd.
- De Sovjets snijden Breslau af van de rest van het nog door de Duitsers gecontroleerde gebied.
- Uruguay en Venezuela verklaren Duitsland en Japan de oorlog.

17 februari
- Amerikaanse troepen landen op Corregidor aan de Manillabaai, Filipijnen.
- Een Duitse tegenaanval in Hongarije elimineert het Russische bruggenhoofd ten westen van de Hron.

18 februari
- Ten noorden van Echternach breken de geallieerden door de Siegriedlinie.

19 februari
- Amerikaanse mariniers landen op Iwo Jima.
- Amerikaanse landingen op Samar en de omliggende eilanden.

21 februari
- Het schiereiland Bataan is volledig in Amerikaanse handen.

22 februari
- Het Amerikaanse Derde Leger steekt de Saar over.
- Het Rode Leger neemt Poznań in.

23 februari
- Nu het water weer wat gezakt is, steken de Amerikanen de Roer over.
- Turkije verklaart Duitsland en Japan de oorlog.

24 februari
- Egypte verklaart Duitsland en Japan de oorlog.

26 februari
- Einde van de strijd om Corregidor.
- Syrië verklaart Duitsland en Japan de oorlog.

27 februari
- De Britten veroveren Uedem en Kalkar.
- De Amerikanen nemen Düren in.
- Libanon verklaart Duitsland en Japan de oorlog.

28 februari
- Amerikaanse landing op Palawan.

## Maart
1 maart
- Mönchengladbach en Neuss vallen in geallieerde handen.
- Begin van Operatie Lumberjack, een geallieerde opmars naar de Rijn in het gedeelte tussen Keulen en Koblenz.
- Saoedi-Arabië verklaart Duitsland en Japan de oorlog.

2 maart
- Eenheden van het Amerikaanse Negende Leger bevrijden tijdens Operatie Grenade Roermond en Venlo, waarmee de bevrijding van Zuid-Nederland is afgerond.
- De Amerikanen bereiken de Rijn tegenover Düsseldorf. De Duitsers blazen alle bruggen over de rivier op.
- De Amerikanen veroveren Trier.
- Onder druk van de Sovjets ontslaat Michaël I van Roemenië de regering-Rădescu en vervangt deze door een nieuwe regering onder Petru Groza, geleid door de Communisten.

3 maart
- Engels luchtbombardement op het Haagse Bezuidenhout met honderden doden als gevolg.
- Bij Geldern ontmoeten de Amerikaanse en Britse en Canadese legers elkaar, waarmee Operatie Grenade en Operatie Veritable voltooid zijn.
- De bevrijding van Manilla wordt voltooid.
- De Britten hebben Meiktila grotendeels in handen, waarmee het Japanse contingent in Mandalay afgesneden is.

4 maart
- Finland verklaart Duitsland de oorlog.
- De Sovjets bereiken Kolberg.

5 maart
- Begin van de geallieerde aanval op Keulen.
- Duitse jongens geboren in 1929 worden opgeroepen voor militaire dienst.

6 maart
- In de nacht van 6 op 7 maart 1945 wordt een aanslag op Hanns Rauter gepleegd.
- De geallieerden hebben de Rijn bereikt op het gehele front stroomafwaarts vanaf Düsseldorf.
- De Duitsers beginnen Operatie Frühlingserwachen, een aanval in Hongarije

7 maart
- De Ludendorffbrug over de Rijn bij Remagen valt onbeschadigd in Amerikaanse handen.
- Keulen ten westen van de Rijn is veroverd door de Amerikanen.
- De Britten bevrijden Lashio (Burma).

8 maart
- Een Japanse banzai-aanval op Iwo Jima leidt tot een groot aantal slachtoffers aan eigen zijde.
- De Amerikanen maken gebruik van de Ludendorffbrug om een bruggenhoofd te vestigen op de rechter Rijnoever.

9 maart
- De Japanners, bang voor een Amerikaanse invasie, zetten de Vichy-Franse regering van Frans Indochina onder Jean Decoux af, en verklaren Vietnam een keizerrijk onder keizer Bảo Đại met een regering onder Trần Trọng Kim.
- De Amerikanen veroveren Bonn, Godesberg en Andernach.
- De Amerikanen bombarderen Tokio met ontvlambare bommen, wat een vuurzee en tussen 80.000 en 120.000 slachtoffers veroorzaakt.

10 maart
- Amerikanen landen in het oosten van Mindanao.
- Einde van georganiseerd Japans verzet op Palawan.

11 maart
- De Amerikaanse 8e Luchtmacht bombardeert Kiel, Bremen en de haven van Hamburg.
- De Britse luchtmacht bombardeert Warnemünde.

12 maart
- De Britse luchtmacht bombardeert Swinemünde.

13 maart
- Koningin Wilhelmina terug in Nederland.

14 maart
- Dijk bij Elden werd moedwillig doorgestoken door de Duitsers.

15 maart
- Amerikaanse troepen steken in Duitsland de Moezel over.
- Het Duitse offensief in Hongarije komt tot een einde. Ze zijn er niet in geslaagd de Donau te bereiken.

16 maart
- Bij het bruggenhoofd rond Remagen bereiken de geallieerden de Autobahn van Bonn naar Frankfurt.

17 maart
- De Ludendorffbrug in Remagen raakt alsnog vernietigd.

18 maart
- Koblenz wordt door de Amerikanen veroverd.
- Een voor Antwerpen bestemde V-1 stort neer in Rotterdam Blijdorp. Er komen 42 mensen om het leven.
- Berlijn zwaar gebombardeerd.
- De Sovjets nemen Kolberg in.

19 maart
- De Duitsers geven hun bruggenhoofd ten oosten van de Oder bij Stettin op.

20 maart
- De Japanners in Mandalay (Birma) geven zich over aan de Britten.
- De 8e Amerikaanse Luchtmacht bombardeert Hamburg.
- De Amerikanen veroveren Mainz.

21 maart
- Hannie Schaft wordt in Haarlem gearresteerd.
- Doetinchem gebombardeerd, met bijna 200 doden.
- De Britse luchtmacht bombardeert Bremen.

22 maart
- De Amerikanen vestigen een tweede bruggenhoofd over de Rijn bij Oppenheim.
- De Japanners beginnen een aanval gericht op Nanyang.
- Nijverdal gebombardeerd, 73 doden

23 maart
- Het Rode Leger bereikt de kust van de Bocht van Gdańsk bij Sopot, waarmee Gdynia van de rest van de Duitse legers rond Danzig is afgesneden.
- Begin van Operatie Plunder, een geallieerde poging de Rijn over te steken nabij Wesel.

25 maart
- De geallieerden nemen Darmstadt in.

26 maart
- Algehele Amerikaanse bezetting van Iwo Jima.
- De Amerikanen landen op Cebu.

27 maart
- De geallieerden bezetten Frankfurt.
- De Amerikanen bevrijden Cebu City.
- Argentinië verklaart Duitsland de oorlog.
- Ten zuidoosten van Londen landt de laatste V2.

28 maart
- Algehele Duitse terugtocht op het westfront.
- De Russen nemen Gdynia in.

30 maart
- Begin van de bevrijding van Oost-Nederland.
- Het Rode Leger verovert Danzig.
- Komárno valt voor het Rode Leger.
- De Russen steken de grens tussen Hongarije en Oostenrijk over.
- De Japanners veroveren Xiangyang en Yichang.

31 maart
- Winterswijk wordt door de Britse 53e Divisie bevrijd.
- Het Rode Leger neemt Ratibor in. Opper Silezië is geheel in Sovjethanden.
- De Britten nemen Kyaukme in, waarmee de Birmaweg van Mandalay naar Lashio geheel in geallieerde handen is.
- De Fransen steken de Rijn over nabij Speyer.

## April
1 april
- De stad Doetinchem wordt door de Canadezen bevrijd.
- Het 10e Amerikaanse Leger onder luitenant-generaal Buckner landt op Okinawa.
- Amerikaanse legers ten zuiden en ten noorden van het Ruhrgebied maken contact in Lippstadt, waarmee het Ruhrgebied dus omsingeld is.
- Het Rode Leger verovert Sopron.

3 april
- De 8e Amerikaanse Luchtmacht bombardeert de haven van Kiel, waarbij o.a. 6 onderzeeboten worden vernietigd.
- De Amerikanen op Okinawa, die op de westkust geland zijn, bereiken de oostkust, nog altijd zonder noemenswaardige Japanse tegenstand - de meeste Japanners waren voorafgaand aan de landing al naar het zuiden van het eiland teruggetrokken.

4 april
- Almelo wordt door de Canadese 4e Divisie bevrijd.
- De Fransen veroveren Karlsruhe.
- De Sovjets veroveren Bratislava.

5 april
- De Sovjet-Unie zegt het non-agressiepact met Japan op.
- Begin van de opstand van de Georgiërs op Texel.

7 april
- Geallieerde luchtlandingstroepen in Nederland.
- Het Japanese slagship Yamato wordt tot zinken gebracht door de Amerikaanse marine.

8 april
- Zutphen wordt door eenheden van de Canadese 3e Divisie bevrijd.

9 april
- Deventer wordt door eenheden van de Canadese 3e Divisie bevrijd.
- Het Rode Leger verovert na een beleg van drie maanden de stad Koningsbergen.
- De Britten vallen aan als begin van Operatie Grapeshot, het geallieerde lente-offensief in Noord-Italië.

10 april
- De geallieerden veroveren Hannover.

11 april
- Concentratiekamp Buchenwald wordt door de Amerikanen bevrijd.
- Kamp Erika nabij Ommen wordt door Canadese eenheden bevrijd.
- Hoogeveen wordt door de Canadese 2e Divisie bevrijd.
- De Amerikanen bereiken de Elbe en de stad Maagdenburg.
- De Britten onder William Slim nemen Pyawbwe (Burma) in.

12 april
- Militairen van de Canadese 2e Divisie bevrijden kamp Westerbork.
- De Amerikaanse president Franklin D. Roosevelt overlijdt.
- De Amerikanen steken de Elbe over, maar worden weer teruggedreven.

13 april
- Assen wordt door de Canadese 2e Divisie bevrijd.
- De Duitsers fusilleren 13 gevangenen bij Hoog Soeren.
- Wenen wordt veroverd door het Rode Leger.
- Bij Barby steken de geallieerden alsnog de Elbe over.

14 april
- Zwolle wordt door de Canadese 3e Divisie bevrijd.
- De Slag om Groningen begint.
- De Britten trekken Arnhem binnen.
- De Amerikanen snijden de overgebleven Duitse 'zak' in het Ruhrgebied in tweeën. In de volgende dagen geven Duitsers in dit gebied zich op massale schaal over.

15 april
- De Canadese 3e Divisie bevrijdt Leeuwarden.
- De Canadezen bevrijden Arnhem.

16 april
- Het Rode Leger start de Slag om Berlijn met het oversteken van de Oder en Neisse.
- De Amerikanen bereiken Neurenberg.
- De Fransen bevrijden Royan en Pointe de Grave.
- De Canadese 2e Divisie bevrijdt Groningen.
- De Polen bevrijden Imola.

17 april
- Hannie Schaft, het meisje met het rode haar, wordt geëxecuteerd.
- Apeldoorn wordt door de Canadese 1e Divisie bevrijd.
- Canadese troepen bereiken Hoenderloo.
- De Duitsers zetten de Wieringermeerpolder onder water.
- Het Rode Leger neemt Seelow in.
- De Sowjets steken de Spree over.
- Bevrijding van Argenta.

18 april
- Eenheden van de Canadese 3e Divisie bevrijden Harlingen en stoten door tot de Afsluitdijk.
- De geallieerden veroveren Düsseldorf.
- De Amerikanen nemen Magdeburg in.
- De westelijke geallieerden steken de grens met Tsjechoslowakije over.

19 april
- Kamp Amersfoort wordt overgedragen aan het Rode Kruis.
- De Britse troepen bereiken de Elbe.
- Het Rode Leger breekt door de Duitse verdedigingslinies voor Berlijn en neemt Batzlow, Muncheberg en Wriezen in.
- De Sovjets vallen ook in het noorden, bij Stettin, aan, en vormen een bruggenhoofd aan de westoever van de Oder.
- De Amerikanen veroveren Leipzig.

20 april
- Nijkerk bevrijd door het Canadese leger.
- Het Rode Leger begint met bombardementen op Berlijn. Bernau wordt ingenomen en de Russische tanks bereiken de buitenwijken van Berlijn.
- Hitler geeft het bevel tot Operatie Clausewitz. Alle kantoren van de SS en de Wehrmacht in Berlijn moeten worden ontruimd en vele documenten worden vernietigd.
- Hitler ziet Heinrich Himmler en Hermann Göring voor het laatst. Deze twee verlaten Berlijn voorgoed en gaan ieder hun eigen richting uit.
- Ook vanuit het zuiden rukt het Rode Leger op richting Berlijn en neemt Baruth in.
- De Amerikanen veroveren Nürnberg.
- De Fransen nemen Stuttgart in.
- Royan, een van de overblijvende Duitse stellingen aan de Franse westkust, wordt ingenomen door de geallieerden.

21 april
- De Duitsers in het Ruhrgebied geven zich over. De geallieerden maken hierbij ca. 325.000 gevangenen.
- De Fransen trekken Berchtesgaden binnen.
- De Sovjettroepen trekken de voorsteden van Berlijn binnen.
- Walter Model, onwillend zich over te geven maar niet in staat verder te vechten, pleegt zelfmoord nabij Duisburg.
- Het Rode Leger verovert Zossen, het voormalige hoofdkwartier van de Wehrmacht.
- Bevrijding van Bologna.

22 april
- De Fransen veroveren Stuttgart en bereiken de Donau.
- In de Führerbunker verneemt Hitler tijdens een gesprek met zijn legerleiding dat Felix Steiners leger niet zal aanvallen, hoewel Hitler dat wel bevolen had. Hitler zegt nu dat de oorlog verloren is en dat hij tot het einde in Berlijn zal blijven en zelfmoord zal plegen.
- Joseph en Magda Goebbels laten hun zes kinderen naar de Führerbunker brengen.
- Opava valt voor de Sovjets.
- De Amerikanen steken bij Dillingen de Donau over.
- De geallieerden nemen Modena in.
- De Britten bevrijden Taungoo.
- De Amerikanen landen een tweede divisie op Mindanao.

23 april
- De laatste slag in Nederland, Operatie Canada, begint bij Delfzijl.
- Zonder dat Hitler het weet probeert Himmler tevergeefs via een gesprek met Folke Bernadotte vredesonderhandelingen met de westerse geallieerden voor elkaar te krijgen. Hij wilde na de vrede de oorlog gezamenlijk met hen voortzetten tegen de Sovjet-Unie.
- Sovjet-troepen die vanuit het zuiden Berlijn binnentrekken, steken de Spree over.

24 april
- De geallieerden bevrijden Ferrara en steken de Po over.
- Wegens het ontbreken van brandstof moeten de Centrale Keukens in het bezette Nederland hun werkzaamheden staken.
- De legers van Georgi Zjoekov, die Berlijn vanuit het oosten en noordoosten binnentrekken, en die van Ivan Konev, die dat vanuit het zuiden doen, maken contact in de zuidoostelijke voorsteden.
- De Amerikanen veroveren Dessau.

25 april
- Het Rode Leger maakt zowel bij Torgau als bij Strehla aan de Elbe contact met troepen van het Amerikaanse leger.
- Begin van de conferentie van de Verenigde Naties in San Francisco.
- De Russische legers ten noorden en ten zuiden van Berlijn maken contact in Ketzin, waarmee de omsingeling van de stad voltooid is.
- De Russen nemen na een zware en voor beide zijden bloedige strijd Pillau in.
- Bevrijding van Mantua, Parma en Verona.
- Benito Mussolini begint een vlucht naar Zwitserland.

26 april
- Maarschalk Philippe Pétain keert terug in Frankrijk. Hem wordt huisarrest opgelegd.
- De Fransen bezetten Konstanz en omsingelen het Zwarte Woud.
- Bremen, Ulm en Regensburg vallen in geallieerde handen.
- Het Rode Leger neemt vliegveld Tempelhof in.
- De Russen nemen Brno in.

27 april
- De geallieerden bezetten Genua.
- Het Rode Leger verovert Stettin.
- In het bezette westelijk deel van Nederland worden de laatste voorraden brood uitgedeeld.
- De Amerikanen trekken Oostenrijk binnen.
- Mussolini - vermomd als Duits militair - wordt gearresteerd door het Italiaanse verzet.
- Hasso von Manteuffel, legerleider in het gebied ten noorden van Berlijn, meldt dat de helft van zijn manschappen de strijd heeft opgegeven en westwaarts is gevlucht, richting de westelijke geallieerden.
- De Amerikanen bevrijden Baguio.

28 april
- Hitler verneemt via de BBC dat Himmler geprobeerd heeft met de Britten en Amerikanen over vrede te onderhandelen, en geeft het bevel tot arrestatie van Himmler.
- Benito Mussolini wordt geëxecuteerd.
- In Wenen wordt een antinazistische regering gevormd, die de Anschluss nietig verklaart.
- Een Duitse verzetsgroep grijpt de macht in Augsburg en verklaart het een 'open stad'. De geallieerden nemen de stad in handen.
- De geallieerden rukken snel op in Italië en bevrijden Brescia, Bergamo en Alessandria.

29 april
- In de nacht van 28 op 29 april wordt het huwelijk tussen Hitler en Eva Braun gesloten.
- Hitler schrijft zijn laatste testament. Deze bepaalt dat Joseph Goebbels de volgende rijkskanselier is en Karl Dönitz de volgende rijkspresident.
- Begin van de Operatie Manna door de Britse en Amerikaanse luchtmacht. Voedseldroppings worden uitgevoerd bij Den Haag, Leiden en Amsterdam.
- De Amerikanen veroveren München.
- Amerikaanse troepen bevrijden het concentratiekamp Dachau.
- In de avond vraagt generaal Hans Krebs vanuit Berlijn met radiocontact aan generaal Alfred Jodl waar de troepen van Walther Wenck, Theodor Busse en Rudolf Holste zijn en wanneer deze een aanval kunnen starten op de Sovjettroepen in Berlijn.
- Hermann Fegelein wordt geëxecuteerd.
- Concentratiekamp Dachau wordt bevrijd door de Amerikanen.
- De geallieerden nemen Padua in.
- In Italië wordt een wapenstilstand uitgeroepen.

30 april
- Vroeg in de morgen laat Jodl weten dat de troepen van Wenck, Busse en Holste nu niet in staat verkeren Berlijn aan te vallen.
- Adolf Hitler pleegt om 15:30 samen met zijn vrouw Eva Braun zelfmoord in zijn bunker. Hij overlijdt na inname van een gif en door vervolgens een kogel in zijn hoofd te schieten en zij overlijdt enkel na inname van gif. Getrouwen overgieten hun lijken met benzine en steken ze in brand.
- Het Rode Leger neemt het Rijksdaggebouw in.
- De troepen van Tito bezetten Triëst.
- De Amerikanen bereiken München.
- Het Rode Leger verovert Ostrava.
- De Britten, in opmars richting Rangoon, nemen Pegu in na zware gevechten.

## Mei
1 mei
- In de nacht van 30 april op 1 mei komen generaal Hans Krebs en kolonel Theodor von Dufving in het bezette deel van Berlijn aan bij Sovjetgeneraal Vasili Tsjoejkov om hem een door Joseph Goebbels geschreven brief te geven. Goebbels blijkt voorwaardelijk te willen capituleren, maar de Sovjetofficieren mogen enkel een onvoorwaardelijke capitulatie aanvaarden en dus vertrekken de Duitse kolonel en generaal zonder overeenkomst te hebben gesloten.
- Joseph Goebbels, de nieuwe Duitse rijkskanselier, en zijn vrouw Magda Goebbels plegen zelfmoord na dezelfde avond hun zes kinderen te hebben vermoord. De lijken van meneer en mevrouw Goebbels worden gedeeltelijk verbrand met benzine.
- Admiraal Karl Dönitz aanvaardt het ambt van rijkspresident van Duitsland als opvolger van Adolf Hitler. Vanaf nu wordt onbezet Duitsland vanuit Flensburg geregeerd.
- Veel mensen die in de Führerbunker verblijven verlaten deze en gaan tezamen als groep proberen de oorlog in Berlijn te ontvluchten.
- De Joegoslavische partizanen nemen Triëst in.
- De Britten, in de laatste preparaties voor een landing bij en aanval op Rangoon, vernemen dat de Japanners de stad verlaten hebben en niet verdedigen.
- Australiërs, met Amerikaanse en Nederlandse ondersteuning, landen bij Tarakan. Begin van de Slag bij Tarakan en de strijd om Borneo.
- De Duitsers op Rhodos capituleren.
- De Duitsers beginnen de U-boten tot zinken te brengen om te voorkomen dat ze na de capitulatie in geallieerde handen vallen.

2 mei
- Wilhelm Burgdorf en Hans Krebs plegen in de nacht van 1 op 2 mei zelfmoord in de Führerbunker.
- Capitulatie van de Duitse troepen in Italië.
- Laval wordt in Barcelona gearresteerd.
- Delfzijl bevrijd bij laatste veldslag in Nederland.
- De Duitse troepen die in Berlijn aan het vechten zijn worden door generaal Helmuth Weidling bevolen de wapens neer te leggen, met als gevolg dat heel Berlijn onder Sovjetbezetting komt. Hiermee eindigt de Slag om Berlijn.

3 mei
- De Britten veroveren Hamburg.
- Het Britse leger trekt Rangoon binnen.
- Koningin Wilhelmina keert terug uit ballingschap; zij neemt voorlopig haar intrek in een villaatje nabij Breda.
- Grote Japanse tegenaanval op Okinawa.

4 mei
- Bernard Montgomery neemt met machtiging van generaal Eisenhower de onvoorwaardelijke overgave in ontvangst van alle Duitse strijdkrachten in Nederland, Denemarken en Noord-West-Duitsland.
- De Britten hebben heel Birma veroverd.
- Begin van de Praagse Opstand tegen de Nazis.
- De Amerikanen nemen Innsbruck en Salzburg in.
- Ante Pavelić, dictator van Kroatië, vlucht naar Oostenrijk.

5 mei
- Einde van de Tweede Wereldoorlog tegen Duitsland voor Nederland en Denemarken.
- In Reims beginnen onderhandelingen over de definitieve overgave van Duitsland.
- De Praagse Opstand heeft een groot deel van de stad en directe omgeving in handen, en verzoekt de diverse geallieerden om steun.

6 mei
- Ondertekening in de aula van de Landbouwhogeschool te Wageningen.
- Breslau capituleert na drie maanden van gevechten.
- Het Rode Leger neemt Olomouc in.
- De Japanse tegenaanval op Okinawa eindigt zonder succes en met grote verliezen.
- De Chinezen heroveren Xinning.
- Hermann Göring geraakt in Amerikaanse gevangenschap.

7 mei
- Algemene capitulatie van de Duitse strijdkrachten getekend door generaal Alfred Jodl te Reims op het hoofdkwartier van Dwight Eisenhower.
- Capitulatie van de Duitse troepen in Noorwegen.
- Schietpartij op de Dam in Amsterdam.
- Schietpartij op de Amstelveenseweg.
- De leider van de NSB, Anton Mussert, wordt gearresteerd.

8 mei
- Definitieve overeenkomst van de capitulatie van alle Duitse troepen wordt in Berlijn getekend door veldmaarschalk Keitel (Duitsland), Zjoekov (Sovjet-Unie), Spaatz (VS), Tedder (Groot-Brittannië) en de Lattre (Frankrijk). Hiermee is de onvoorwaardelijke overgave van Duitsland een feit. Einde van de Tweede Wereldoorlog in Europa.
- De Prinses Irene Brigade trekt als eerste geallieerde eenheid Den Haag binnen.
- Eenheden van het Eerste Canadese Legerkorps trekken Amsterdam, Den Haag en Rotterdam binnen.
- Bevrijding van het concentratiekamp Mauthausen.
- Bevrijding van La Rochelle en Lorient.
- In heel Europa ontstaan bevrijdingsfeesten.
- De Duitsers in Koerland geven zich over.
- Bevrijding van Zagreb en Ljubljana.

9 mei
- Bevrijding van Duinkerke en Saint-Nazaire.
- De Duitse bezettingsmacht op de Kanaaleilanden capituleert.
- De Duitsers op Bornholm geven zich over.

11 mei
- De Amerikanen hervatten hun opmars op Okinawa.
- De Australiërs veroveren Wewak (Nieuw-Guinea)

14 mei
- Oostenrijk verklaart zich onafhankelijk.

15 mei
- Britse troepen in Poljana weigeren de overgave van Duitsers en collaborerende Joegoslaven uit Joegoslavië; zij dienen zich over te geven aan de Joegoslavische partizanen - wat ze juist hadden willen voorkomen.

20 mei
- Texel wordt bevrijd door de komst van Canadese soldaten na de opstand van de Georgiërs.

22 mei
- Reinhard Gelen geeft zich over in Amerikaanse gevangenschap.

23 mei
- De Britse autoriteiten in Noord-Duitsland arresteren de regering-Dönitz, welke eigenlijk geen machtsgebied meer had sinds de Duitse capitulatie. Onder de gevangenen bevinden zich: admiraal Karl Dönitz, veldmaarschalk Wilhelm Keitel, rijksminister Albert Speer, Alfred Jodl en Alfred Rosenberg.
- Heinrich Himmler wordt gearresteerd en pleegt even later zelfmoord.
- De Britse regering valt als Labour uit de regering van nationale eenheid stapt. Winston Churchill vormt een overgangsregering van Conservatieven en Liberalen om de periode tot de verkiezingen te overbruggen.

25 mei
- Einde van de Slag bij Odzak waarin de Joegoslavische partizanen het leger van de Onafhankelijke Staat Kroatië verslaan, de laatste veldslag in de oorlog in Europa.

26 mei
- De Japanners geven Nanning op, waardoor hun connectie tussen China en Indochina verloren gaat.

29 mei
- Op Okinawa veroveren de Amerikanen Naha en Shuri

## Juni
5 juni
- Conferentie in Berlijn tussen Eisenhower, Montgomery, Zjoekov en de Lattre. De vier geallieerde mogendheden besluiten het opperste gezag in Duitsland op zich te nemen.

10 juni
- Ontscheping van Australische troepen bij Brunei.

11 juni
- Schiermonnikoog wordt bevrijd door de Canadezen, het laatste gebied in Europa dat in handen van de Asmogendheden is (met uitzondering van Svalbard).
- Begin van de uitzetting van Sudetenduitsers uit Tsjechoslowakije.

13 juni
- Bevrijding van Brunei-stad.

14 juni
- Joachim von Ribbentrop wordt gearresteerd door de Britten.

16 juni
- Geallieerde landing bij Weston (nabij Brunei).

20 juni
- De Australiërs landen bij Lutong (Sarawak).
- Hirohito dringt aan op vredesonderhandelingen. De Japanners maken contact met de Sovjet-Unie in de hoop dat deze bereid is te bemiddelen.

21 juni
- Labuan is geheel in Australische handen.

21 juni
- Bevrijding van Aparri (Luzon).

22 juni
- Okinawa is door de Amerikanen in zijn geheel veroverd.

24 juni
- Vorming van het Kabinet-Schermerhorn-Drees in Nederland.

26 juni
- De Grote Vijf ondertekenen het handvest van de Verenigde Naties in San Francisco. Oprichting van de Verenigde Naties.
- De Japanse legers op Luzon zijn teruggedrongen tot enkele berggebieden.

27 juni
- Bevrijding van Beaufort (Borneo).

## Juli
1 juli
- Australische landing bij Balikpapan.

5 juli
- Douglas MacArthur meldt dat de Filipijnen zijn bevrijd en proclameert hun onafhankelijkheid.
- Verkiezingen in het Verenigd Koninkrijk.

6 juli
- Intocht van Koningin Wilhelmina in Den Haag.
- Noorwegen verklaart Japan de oorlog.

14 juli
- Italië verklaart Japan de oorlog.

15 juli
- Koning Leopold III van België, wil een volksraadpleging alvorens af te treden (Koningskwestie).

16 juli
- Eerste atoomproef in de woestijn van Nieuw-Mexico.

17 juli
- Begin van de Conferentie van Potsdam.

19 juli
- De Verenigde Staten ratificeren het Systeem van Bretton Woods en de oprichting van de IMF.

20 juli
- De Amerikanen landen op Balut en nemen het in.

23 juli
- Begin van het proces tegen maarschalk Pétain.

24-28 juli
- Amerikaanse Bombardementen op Kure vernietigen het grootste deel van de nog overgebleven Japanse marine.

26 juli
- Verklaring van Potsdam: Brits-Amerikaans ultimatum aan Japan, waarin de onvoorwaardelijke overgave geëist wordt, onder bedreiging van een totale vernietiging.
- De uitslag van de verkiezingen in het Verenigd Koninkrijk worden bekendgemaakt. Labour boekt een grote overwinning. Clement Attlee volgt Winston Churchill op als premier.

29 juli
- De Chinezen bevrijden Guilin.

## Augustus
2 augustus
- Einde van de Conferentie van Potsdam: reorganisatie van Duitsland.

6 augustus
- De Amerikaanse bommenwerper Enola Gay werpt de atoombom Little Boy op de Japanse stad Hiroshima.

7 augustus
- Einde van de strijd in Burma. De Britten hebben de Japanners verdreven.

9 augustus
- De Amerikaanse bommenwerper Bockscar werpt een tweede atoombom Fat Man op de Japanse stad Nagasaki.
- De Sovjet-Unie verklaart Japan de oorlog en rukt Mantsjoerije binnen.

14 augustus
- Pétain wordt ter dood veroordeeld. Zijn straf wordt echter vanwege zijn verdienste voor de staat in levenslang omgezet.
- De Sovjet-Unie en China sluiten een vriendschapsverdrag.

15 augustus
- De Japanse keizer Hirohito kondigt de Japanse overgave aan op de radio.
- De communistische Vietminh komen in opstand in Vietnam na de Japanse overgave.

16 augustus
- Puyi, de puppet-keizer van Mantsjoekwo, treedt af en tracht vergeefs naar Japan te vluchten.

17 augustus
- De (onafhankelijke) republiek Indonesië wordt uitgeroepen.

18 augustus
- De Sovjet-Unie verovert de Koerilen op Japan.

19 augustus
- De Vietminh nemen controle over Hanoi.

20 augustus
- Begin van het proces tegen Vidkun Quisling.
- In de Verenigde Staten worden de meeste oorlogsgerelateerde beperkingen aan de industrie opgeheven.

22 augustus
- Japanse troepen in Mantsjoerije geven zich over.

23 augustus
- Het Rode Leger bezet Port Arthur.

24 augustus
- De Sovjets nemen Pyongyang in.

25 augustus
- De Vietminh verslaan de Japanners in de Slag bij Thai Nguyen.
- Op aandringen van Vietminh-leider Ho Chi Minh treedt keizer Bảo Đại van Vietnam af.

27 augustus
- In Rangoon wordt de overgave getekend van de Japanse troepen in Birma.

30 augustus
- Hongkong wordt bevrijd.

31 augustus
- Douglas MacArthur neemt de regering van Japan in handen.

## September
1 september
- De Sovjet-Unie staakt haar opmars in Mantsjoerije.
- De Sovjet-Unie bezet de Koerilen.

2 september
- Japan tekent zijn capitulatie aan boord van het Amerikaanse slagschip USS Missouri. Einde van de Tweede Wereldoorlog.
- De regering onder Ho Chi Minh roept de onafhankelijkheid van Vietnam uit.
- De Japanners op de Filipijen, de Marianen en Palau geven zich over.

4 september
- De Japanners op Wake geven zich over.

5 september
- Officiële bevrijding van Singapore.

7 september
- De Japanners op de Ryukyu-eilanden geven zich over

9 september
- In Nanjing geven de Japanners in China zich over.

11 september
- Britse en Franse troepen landen in Saigon om zuidelijk Frans Indochina over te nemen van de Japanners.

12 september
- In Singapore geven de Japanners in Zuidoost-Azië zich over.

16 september
- Het Japanse garnizoen in Hongkong tekent de definitieve capitulatie.

22 september
- De Britten bevrijden ca. 1.400 Fransen in jappenkampen nabij Saigon.

## Oktober
25 oktober
- Een wapenopslag explodeert in het Franse Asnières-en-Bessin. Hierbij vinden 41 mensen de dood, inclusief 30 Duitse krijgsgevangenen.[1]

## November
20 november
- Begin van de Processen van Neurenberg.

20 november
- Herbegrafenis van Hannie Schaft op de Eerebegraafplaats Bloemendaal te Overveen.

## December
17 december
- RAF-groep nr. 100 wordt ontbonden.

27 december
- Het eiland Schiermonnikoog wordt als "vijandelijk vermogen" officieel onteigend door de staat der Nederlanden. De laatste eigenaar was Berthold Eugen Graaf von Bernstorff. Pas weken na de Duitse capitulatie in mei 1945 hadden Canadese troepen de laatste Duitsers van het eiland gehaald (onder hen was een grote groep - uit de stad Groningen gevluchte - SS'ers en SD'ers).

31 december
- De British Home Guard wordt ontbonden.